# Tam o' shanter

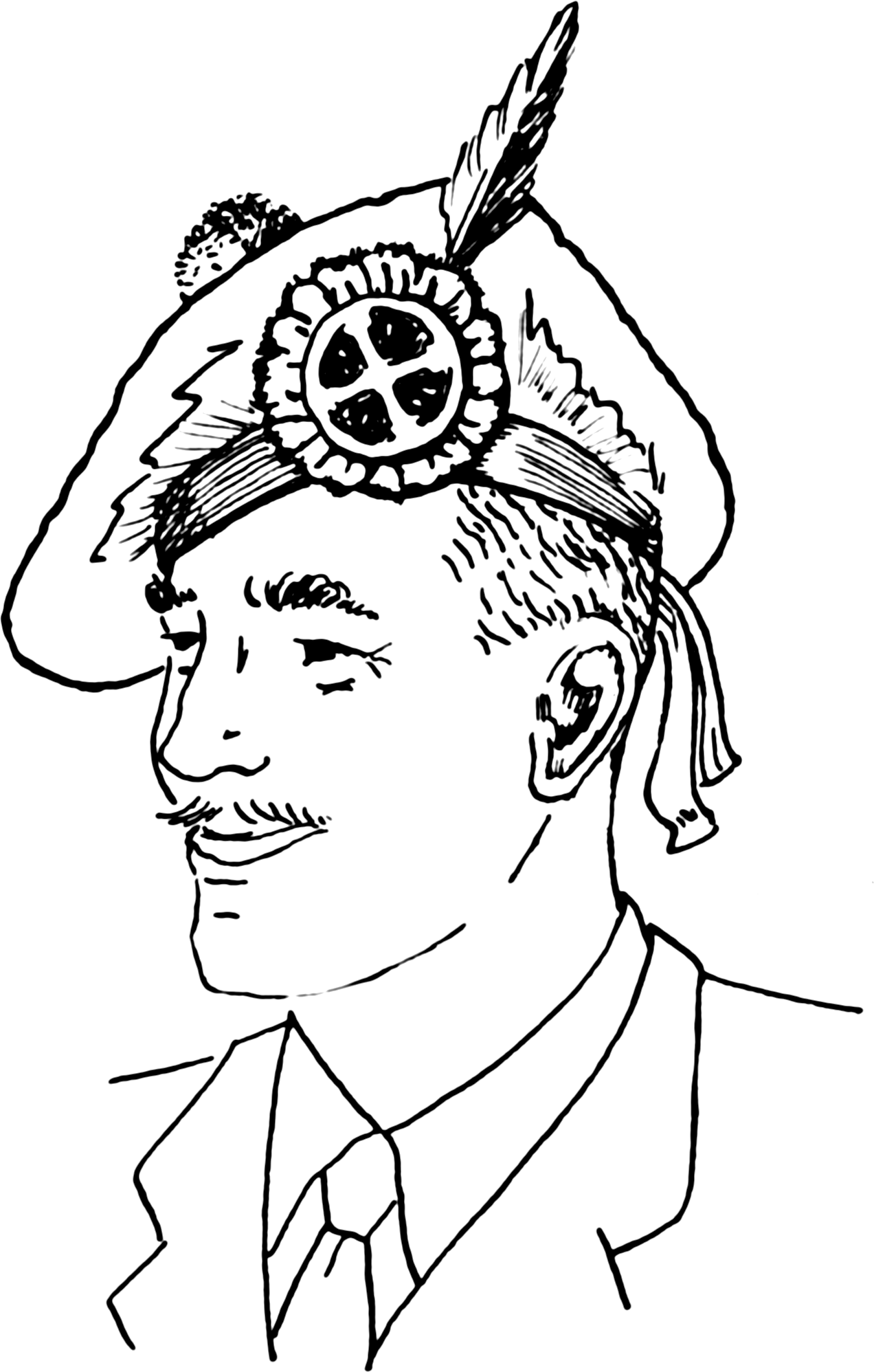
Civil escocès amb boina tam o' shanter

El tam o' shanter és un tipus de boina característicament escocesa, versió informal de la boina balmoral, amb què comparteix els ornaments de borla (toorie) superior i cintes posteriors. Al món anglòfon el tam o' shanter, com el balmoral, és considerat un tipus de casquet (bonnet o cap), no pas una boina.
El nom prové del títol d'un poema cèlebre de Robert Burns (1790), pròpiament titulat Tam o' Shanter (com a nom personal). A voltes el nom de la boina és ortografiat tam-o-shanter, potser per comoditat. Emperò, la forma tam o'shanter, que també es veu sovint, és errònia: la o és contracció de of, no pas el prefix irlandès o.
Com a lligadura civil masculina, el tam o' shanter es popularitzà a partir de la dècada de 1880; normalment es duu amb kilt, com a alternativa informal a la boina balmoral i al casquet glengarry. N'existeix una versió per a ús femení, anomenada tam o tammy.

## Ús militar
En esclatar la Primera Guerra Mundial, la lligadura de diari i campanya dels regiments escocesos era, bé la boina balmoral, bé el casquet de caserna glengarry, ambdós de color negre o blau marí. Jutjats inaptes per a les noves condicions de combat, el 1915 foren substituïts per una boina feta de sarja caqui (com la resta de l'uniforme de campanya), la qual, essent una versió simplificada del balmoral, fou batejada tam o' shanter. Aquest tipus de boina ha continuat ininterrompudament com a lligadura de diari i campanya de les unitats escoceses fins avui, mentre que el casquet glengarry o, en algunes unitats, la boina balmoral, es reserven per a passeig i gala. També es cofen amb tam o' shanter certes unitats canadenques i australianes d'origen escocès.
El tam o' shanter militar usualment és del color de l'uniforme i s'orna de toorie, cintes i un plomall petit (hackle); a la banda esquerra acostuma d'afegir-se una aplicació de roba amb el tartà o l'emblema de la unitat.